# Vin Gonzales
Vin Gonzales es un personaje ficticio, un personaje secundario de Spider-Man en el principal universo compartido de Marvel Comics. Él era el compañero de habitación de Peter Parker, así como el primer rival romántico de Parker desde la reconfiguración de su matrimonio con Mary Jane Watson en "One More Day". Es el hermano menor de Michele Gonzales.

## Biografía del personaje ficticio
Vin Gonzales, un oficial de la policía de Nueva York, es actualmente el compañero de cuarto de Peter Parker. Cuando Peter estaba buscando un compañero de cuarto, Harry Osborn le ofreció la idea de Vin, un amigo de Lily y Carlie. Él no parece confiar en Spider-Man. Vin parece estar enamorado de Carlie Cooper. Cuando llega el primer alquiler, Vin y Peter recientemente tuvieron una discusión debido a los problemas de Peter en el Daily Bugle. Vin pensó que Peter todavía tenía su trabajo como fotógrafo y Vin le estaba dando consejos de noticias a Peter. Peter decidió no decirle a Vin hasta que encontrara un trabajo. Vin pensó que Peter estaba jugando con él y eso hizo que Vin estuviera muy enojado.
Su ira hacia Spider-Man aumentó donde la hija de Kraven el Cazador, Ana Tatiana Kravinoff, lo había confundido con Spider-Man, causándole problemas al tener a Vin suspendido de su trabajo y luego de que fue capturado, Vin tuvo que salvarlo. el verdadero Spider-Man (que vestía el traje de su compañero luchador contra el crimen Daredevil). Spider-Man luego tuvo que usar un artículo de portada simulando que dejó un disfraz con Peter Parker para proteger su identidad, que en realidad tenía la intención de evitar que Vin sospechara que Spider-Man era el mismo Peter.
Más tarde, Carlie Cooper descubrió que un grupo de rastreadores de arañas estaban cerca del apartamento de Peter y Vin. Ella va a investigar, solo para descubrir una bolsa de rastreadores de arañas debajo de la cama de Vin. Vin vuelve a buscar su llave cuando Carlie revela la bolsa y le pide una explicación. Vin es incapaz de explicarse hasta que su compañero, Alan O'Neal, lo reprende y le dice que "te los hemos dado para que los cuides". Más tarde, Vin admitió ante Carlie que él y Al estaban involucrados en una conspiración secreta con otros policías para convertir a la opinión pública en contra de Spider-Man en una campaña de desprestigio al plantar trazadores en personas ya muertas para, con suerte, ponerle fin a las Actividades de vigilancia de Spider-Man. Se reveló que Vin fue reclutado en el grupo poco después de su rescate de Ana Kravinoff debido a su continuo odio hacia Spider-Man. Más tarde, se le pone una orden tanto a él como a Carlie. Él es capturado y llevado a la isla Ryker. En la isla Ryker, muchos delincuentes lo atacan por su condición de policía, pero Spider-Man lo rescata y lo saca de la cárcel. Vin se disculpa con Carlie y procede a arrestar al sargento. Su hermana, Michele Gonzales, quien es abogada, elabora un acuerdo de culpabilidad por él, dándole seis meses de prisión y una expulsión de la policía de Nueva York a cambio de los nombres de toda la policía involucrada.
Vin es lanzado más tarde y regresa a casa dando vuelta a una nueva hoja. Sin embargo, en una fiesta de despedida para Harry Osborn, Vin se enfrenta a Harry y revela que trabaja para Norman Osborn y tiene un tatuaje Duende Verde. Le dice a Harry que Norman es consciente del nacimiento del niño. Harry sigue a Vin y lo ataca y lo asalta, diciendo que no tiene intención de dejar que Norman se acerque a su hijo.

## Otras versiones

### MC2
En el Universo MC2, Vin apareció en las páginas de Amazing Spider-Man Family # 4. Él es socio de Carlie en el momento en que ella le dio a Peter la inspiración para trabajar con la policía, lo que actualmente hace dentro de las páginas de Spider-Girl.

## En otros medios

### Televisión
- Vin Gonzales (junto con su compañero Alan O'Neal) hace apariciones sin nombre en la serie The Spectacular Spider-Man. En "Selección natural", Vin apunta y dispara su arma al Lagarto cuando está aterrorizando al metro. En "Causa probable", él y O'Neal van acompañados de Mary Jane Watson y Mark Allan, y su compañero bromea sobre la atracción de los estudiantes entre ellos.